# Monika Schuol
Monika Schuol (* 13. Januar 1964 in Detmold) ist eine deutsche Althistorikerin.
Monika Schuol legte 1983 das Abitur ab und studierte von 1983 bis 1992 Evangelische Theologie/Biblische Archäologie, Alte Geschichte, Altorientalistik, Vorderasiatische Altertumskunde und Osteuropäische Geschichte an der Eberhard Karls Universität Tübingen, der Universität Konstanz, der Freien Universität Berlin (FU) und an der Kirchlichen Hochschule Berlin. 1992 erhielt sie den Magistergrad im Fach Altorientalistik in Tübingen. Ab 1993 absolvierte sie ein Promotionsstudium an der Universität Kiel, wo sie 1998 bei Josef Wiesehöfer zum Thema Die Charakene. Ein mesopotamisches Königreich in hellenistisch-parthischer Zeit promoviert wurde. Von 2000 bis 2005 war sie Wissenschaftliche Mitarbeiterin am Lehrstuhl von Ernst Baltrusch beim Friedrich-Meinecke-Institut der Freien Universität Berlin. Im Jahr 2005 habilitierte sie sich mit einer Arbeit über Augustus und die Juden Kleinasiens und lehrte seitdem als Privatdozentin am Friedrich-Meinecke-Institut.
Von 2005 bis 2008 war sie Wissenschaftliche Angestellte am DFG-Projekt „Neubearbeitung von Wilhelm Gesenius’ Hebräisches und aramäisches Handwörterbuch über das Alte Testament“ an der Universität Kiel. Schuol hatte seit ihrer Habilitation eine Reihe von Lehrstuhlvertretungen inne: im Sommersemester 2008 an der TU Dresden für Martin Jehne, im Wintersemester 2008/2009 an der Universität Frankfurt für Hartmut Leppin, im Sommersemester 2009 an der Universität Bremen für Tassilo Schmitt, im Wintersemester 2009/2010 und Sommersemester 2010 für Egon Flaig an der Universität Rostock, im Wintersemester 2011/2011 und im Sommersemester 2012 an der Universität Oldenburg, im Wintersemester 2013/2014 an der TU Chemnitz sowie im Sommersemester 2015 an der Ruprecht-Karls-Universität Heidelberg. Im Sommersemester 2013 war sie Gastprofessorin an der FU Berlin. Daneben hatte sie seit 2010 verschiedene Stellen als wissenschaftliche Mitarbeiterin an der Freien Universität Berlin, der Universität Kiel und (seit 2017) der Katholischen Universität Eichstätt-Ingolstadt inne. Seit Oktober 2021 ist sie wissenschaftliche Angestellte und außerplanmäßige Professorin an der Universität Kiel.
Zu ihren Forschungsschwerpunkten gehören die altorientalische und antike Musikgeschichte, Homer, die Römische Kaiserzeit, die parthische Geschichte und das Judentum in der Antike.

## Schriften (Auswahl)
- Die Charakene. Ein mesopotamisches Königreich in hellenistisch-parthischer Zeit (Dissertation), Franz Steiner Verlag, Stuttgart 2000 (= Oriens et Occidens, Bd. 1), ISBN 3-515-07709-X.
- Grenzüberschreitungen. Formen des Kontakts zwischen Orient und Okzident im Altertum (Mitherausgeberin, mit Udo Hartmann und Andreas Luther), Franz Steiner Verlag, Stuttgart 2002 (= Oriens et Occidens, Bd. 3), ISBN 3-515-07962-9.
- Hethitische Kultmusik. Eine Untersuchung der Instrumental- und Vokalmusik anhand hethitischer Ritualtexte und von archäologischen Zeugnissen, Verlag Marie Leidorf, Rahden 2004 (= Orient-Archäologie, Bd. 14), ISBN 3-89646-644-5.
- Augustus und die Juden. Rechtsstellung und Interessenpolitik der kleinasiatischen Diaspora (Habil.-Schrift), Verlag Antike, Frankfurt am Main 2007.